# Grborezi
Grborezi är ett samhälle i Bosnien och Hercegovina.   Det ligger i entiteten Federationen Bosnien och Hercegovina, i den sydvästra delen av landet, 110 km väster om huvudstaden Sarajevo. Grborezi ligger 716 meter över havet och antalet invånare är 747.
Terrängen runt Grborezi är varierad.Närmaste större samhälle är Zabrišće, 2,2 km sydost om Grborezi. 
Omgivningarna runt Grborezi är en mosaik av jordbruksmark och naturlig växtlighet. Runt Grborezi är det ganska tätbefolkat, med 93 invånare per kvadratkilometer.